# Combinado nórdico nos Jogos Olímpicos de Inverno de 2006 - Equipes
A competição por equipes de Combinado nórdico nos Jogos Olímpicos de Inverno de 2006 aconteceu no dia 16 de fevereiro em Pragelato.

## Medalhistas
|  | AUT Áustria                                                 |  | GER Alemanha                                                 |  | FIN Finlândia                                                 |
|  | Jens Gaiser Bjoern Kircheisen Ronny Ackermann Georg Hettich |  | Michael Gruber Mario Stecher Felix Gottwald Christoph Bieler |  | Dimitry Matveev Ivan Fesenko Anton Kamenev Sergej Maslennikov |

## Resultados
| Pos. | País                | Dif.   | Salto  | Salto | Salto | Sprint  | Sprint | N | Atletas           | Atletas            | Atletas          | Atletas             |
| Pos. | País                | Dif.   | Pontos | Pos.  | Tempo | Tempo   | Pos.   | N | Atletas           | Atletas            | Atletas          | Atletas             |
| ---- | ------------------- | ------ | ------ | ----- | ----- | ------- | ------ | - | ----------------- | ------------------ | ---------------- | ------------------- |
|      | AUT Áustria         | 0.0s   | 903.2  | 2.    | 0:10  | 49:42.6 | 1.     | 2 | Jens Gaiser       | Bjoern Kircheisen  | Ronny Ackermann  | Georg Hettich       |
|      | GER Alemanha        | 15.3s  | 913.5  | 1.    | 0:00  | 50:07.9 | 4.     | 1 | Michael Gruber    | Mario Stecher      | Felix Gottwald   | Christoph Bieler    |
|      | FIN Finlândia       | 26.8s  | 878.6  | 3.    | 0:35  | 49:44.4 | 2.     | 4 | Dimitry Matveev   | Ivan Fesenko       | Anton Kamenev    | Sergej Maslennikov  |
| 4    | SUI Suíça           | 1:22.3 | 839.6  | 5.    | 1:14  | 50:00.9 | 3.     | 7 | Anssi Koivuranta  | Antti Kuisma       | Hannu Manninen   | Jaakko Tallus       |
| 5    | FRA França          | 1:32.0 | 848.2  | 7.    | 1:05  | 50:19.6 | 6.     | 6 | Yosuke Hatakeyama | Norihito Kobayashi | Takashi Kitamura | Daito Takahashi     |
| 6    | JPN Japão           | 1:43.4 | 864.2  | 4.    | 0:49  | 50:47.0 | 7.     | 5 | Francois Braud    | Nicolas Bal        | Ludovic Roux     | Jason Lamy Chappuis |
| 7    | USA Estados Unidos  | 1:59.9 | 820.6  | 8.    | 1:33  | 50:19.5 | 5.     | 8 | Jan Schmid        | Andreas Hurschler  | Ronny Heer       | Ivan Rieder         |
| 8    | CZE República Checa | 4:05.9 | 805.1  | 9.    | 1:48  | 52:10.5 | 8.     | 9 | Bill Demong       | Carl van Loan      | Johnny Spillane  | Todd Lodwick        |
| 9    | RUS Rússia          | 4:12.5 | 890.1  | 6.    | 0:23  | 53:42.1 | 9.     | 3 | Ales Vodsedalek   | Tomas Slavik       | Ladislav Rygl    | Pavel Churavy       |
| -    | ITA Itália          | DNF    |        |       | DNS   |         |        |   | Davide Bresadola  | Jochen Strobl      | Daniele Munari   | Giuseppe Michielli  |
| -    | NOR Noruega         | DNS    |        |       | DNS   |         |        |   | Havard Klemetsen  | Kristian Hammer    | Magnus-H. Moan   | Petter L. Tande     |

Legenda
| Recorde mundial      | Recorde mundial (World record)               |                       | Recorde africano                      | Recorde africano (African) |                                           | Q | Classificado por posição (Qualified) |
| Recorde olímpico     | Recorde olímpico (Olympic record)            | Recorde da América    | Recorde da América (Americas)         | q                          | Classificado por melhor tempo (Qualified) |   |                                      |
| Melhor marca do ano  | Melhor marca do ano (World leading)          | Recorde asiático      | Recorde asiático (Asian)              | DNS                        | Não largou (Did not start)                |   |                                      |
| Recorde nacional     | Recorde nacional (National record)           | Recorde europeu       | Recorde europeu (European)            | DNF                        | Não terminou (Did not finish)             |   |                                      |
| Recorde pessoal      | Recorde pessoal do atleta (Personal best)    | Recorde da Oceania    | Recorde da Oceania (Oceania)          | DSQ / DQ                   | Desclassificado (Disqualified)            |   |                                      |
| Recorde da temporada | Recorde da temporada do atleta (Season best) | Recorde sul-americano | Recorde sul-americano (South America) | NM                         | Sem marca (No mark)                       |   |                                      |